# Esszenciális tremor
Az esszenciális tremor egy neurológiai rendellenesség.

## Esszenciális tremor tünetei
A betegség fő tünete a remegés, ami szemben a Parkinson-kórral, főként cselekvéskor jelenik meg. A betegség elsősorban a felső végtagok izmait érinti, azonban a fejmozgató izmokon és a hangszálakon is megjelenhet. A végtagok remegése általában szimmetrikus. A tünetek vagy fiatalon (a 20-30-as években), vagy pedig idősebb korban (az 50-60-as években) jelennek meg és lassan súlyosbodnak. Jellemző példa, hogy a remegés már a 2. évtizedben megjelenik, azonban ekkor még csak stresszhelyzetekben válik zavaró mértékűvé és orvoshoz általában idősebb korban fordulnak a betegek, amikorra már a tünetek felerősödnek. Gyakran megfigyelhető, hogy alkoholfogyasztás hatására a remegés jelentősen javul. A betegség néha családi halmozódást, öröklődést mutat, amit familiáris tremornak (családi halmozódást mutató remegésnek) nevezünk.

## Az esszenciális tremor kezelése
- Béta-blokkoló típusú gyógyszerek (például propranolol) Csak azok a béta-blokkoló gyógyszerek tudják az esszenciális tremor tüneteit javítani, melyek átjutnak a vér-agy gáton (tehát bejutnak az agyba). Propranolol esetében 80–120 mg alkalmazása csillapítja a tüneteket, azonban a szívfrekvencia lassulása (bradikardia), a vérnyomás csökkenése (hipotenzió) és a hirtelen felálláskor megjelenő vérnyomásesés és következményes szédülés (orthostasis) a gyógyszer alkalmazhatóságát jelentősen korlátozza.
- Epilepszia-ellenes gyógyszerek: Primidone és újabban lamotrigine képes a remegés nagyságának csökkentésére. Leggyakoribb mellékhatás az aluszékonyság, álmosság, szédülékenység.
- Műtét: mély agyi stimuláció (deep brain stimulation, röviden DBS) A talamusz ventralis oralis intermedius (Vim) magjának a stimulációja képes a tüneteket javítani.